# Insulatitan youngi
Insulatitan youngi är en tvåvingeart som beskrevs av Metz och Irwin 2000. Insulatitan youngi ingår i släktet Insulatitan och familjen stilettflugor.
Artens utbredningsområde är Dominikanska republiken. Inga underarter finns listade i Catalogue of Life.